# Brackwassersee Murighiol
Der Brackwassersee Murighiol (rumänisch Sărăturile Murighiol) ist ein Schutzgebiet in Natur- und Landschaftsschutz der IUCN-Kategorie IV Biotop- und Artenschutzgebiet (Biotopkomplex) im Nationalpark Biosphärenreservat Donaudelta. Er befindet sich auf dem Areal der Gemeinde  Murighiol, im Kreis Tulcea, in Rumänien.

## Beschreibung
Der Brackwassersee Murighiol wurde durch das Gesetz Nummer 5 vom 6. März 2000 sowie durch den Gerichtsbeschluss Nr. 2.151 vom 30. November 2004 zum Naturschutzgebiet von nationaler Bedeutung ausgewiesen. Als Teil des Nationalparks Biosphärenreservat Donaudelta gehört er zum Weltnaturerbe der UNESCO.
Der Brackwassersee Murighiol liegt südlich des Sfântu-Gheorghe-Arms, auf dem Areal der Ortschaften Murighiol und Plopu. Er nimmt mit einer Länge von zwei Kilometern und einer maximalen Breite von 500 Metern eine Fläche von 0,87 km² ein. Der Brackwassersee Sărături-Murighiol wurde im Jahr 2000 nach den Richtlinien der IUCN als Biotop zum Artenschutz ausgewiesen.

## Fauna
Der Brackwassersee Murighiol wurde zum Schutz der Vogelwelt der Inseln inmitten des Sees unter Naturschutz gestellt. Das Feuchtgebiet mit Salzwiesen und Röhricht bietet vor allem Limikolen und Wasservögeln reichlich Nahrung und Nistplätze. Anzutreffen sind:
Fluss-Seeschwalbe (Sterna hirundo), 
Seeregenpfeifer (Charadrius alexandrinus), 
Stelzenläufer (Himantopus himantopus), 
Singschwan (Cygnus cygnus), 
Weißstorch (Ciconia ciconia), 
Rosapelikan (Pelecanus onocrotalus), 
Purpurreiher (Ardea purpurea) 
Moorente (Aythya nyroca), 
Rohrdommel (Botaurus stellaris) oder
Rohrweihe (Circus aeruginosus).

## Flora
Das salzhaltige Wasser des Sees beherbergt eine große Vielfalt von Phyto- und Zooplankton. Aus der Pflanzenwelt sind einige seltene Arten, die vorwiegend auf salzhaltigen Böden gut gedeihen, hier beheimatet:
Paronychia cephalotes und Koeleria lobata.